# L'Idiot international
Pour les articles homonymes, voir Idiot.
L'Idiot international est un journal pamphlétaire français fondé en octobre 1969 et dirigé par Jean-Edern Hallier. Son cofondateur est Bernard Thomas. Patronné à ses débuts par Simone de Beauvoir et largement financé par Sylvina Boissonnas (mécène des mouvements maoïstes français), ce journal avant tout polémique, se déclarant indépendant de toute idéologie, a disparu en février 1994, à la suite de nombreuses condamnations judiciaires et financières.
En avril 2014, son fils Frédéric Hallier fait reparaître le journal,. Cet Idiot se veut plus « mesuré » que le précédent. Cette nouvelle formule ne durera que trois numéros, le dernier sera publié à l'été 2014.

## Évolution
De 1969 à 1972, le journal se situe dans la mouvance gauchiste. En mai 1971, son orientation est cependant critiquée par Simone de Beauvoir, qui n'apprécie guère la « personnalité fantasque » d'Hallier : ayant accepté d'« assumer devant la justice de classe les responsabilités de directrice » à partir de septembre 1970, elle écrit plus tard dans Le Monde : « L'Idiot ne représente rien d'autre que lui-même, c'est-à-dire une poignée de lecteurs […]. Je n'y vois que des critiques négatives et désordonnées du gauchisme actuel, accompagnées de vaticinations fort vagues touchant l'avenir. Votre attitude de juge planant dans on ne sait quel olympe ne peut que créer de nouvelles dissensions, et non favoriser une unité d'action », et se sépare définitivement du journal. Celui-ci cesse de paraître en février 1972, avec une ardoise de 15 millions de centimes,.
Lors de la création du quotidien Libération, en 1973, celui-ci récupère une grande partie de l'équipe de L'Idiot International.
Puis, après une première tentative de renaissance en octobre 1984, avortée en raison des pressions des services de François Mitterrand (cf. La Mise à mort de Jean-Edern Hallier de Ch. Lançon et D. Lacout ainsi qu'Une famille au secret de Ariane Chemin et Géraldine Catalano),, L'Idiot international est relancé en 1989. La réalisation du journal est assurée par Marc Cohen, alors membre du Parti communiste (un chapitre lui est consacré dans le livre Une famille au secret; Chapitre VIII : « Il faut bâillonner Jean-Edern », d'Ariane Chemin et Géraldine Catalano, 2005 ainsi qu'un extrait dans Le journaliste et le président d'Edwy Plenel, 2006).

## Condamnations judiciaires
De juillet à octobre 1989, L'Idiot international et son directeur sont condamnés à verser 250 000 francs à Jack Lang et son épouse pour « diffamation et injures publiques », puis 100 000 francs à Christian Bourgois, l'éditeur de Salman Rushdie, pour « propos injurieux et atteinte à la vie privée », 300 000 francs à Georges Kiejman pour « injures, diffamation et atteinte à la vie privée », et enfin 400 000 francs à Bernard Tapie pour des « atteintes d'une gravité exceptionnelle que ni l'humour ni les principes régissant la liberté de la presse ne sauraient justifier », selon les termes du tribunal correctionnel de Paris.
En juillet 1991, Jean-Edern Hallier est condamné à 50 000 francs d'amende et 80 000 francs de dommages et intérêts à plusieurs associations antiracistes, pour « provocation à la haine raciale », par la 17e chambre du tribunal correctionnel de Paris, à la suite des « qualificatifs outrageants ou abjects s'appliquant à désigner [les juifs] comme la lie de l'humanité » dans un éditorial de L'Idiot international publié pendant la guerre du Golfe. En septembre de la même année, l'écrivain et son journal sont condamnés à payer 800 000 francs de dommages-intérêts à Bernard Tapie pour publication de propos « diffamatoires, injurieux, et attentatoires à sa vie privée ». Le journal avait en effet diffusé dans plusieurs numéros le casier judiciaire du jeune Bernard Tapie, qui depuis avait été réhabilité.
À la suite de ces multiples condamnations judiciaires, L'Idiot international, financièrement étranglé, cesse de paraître en février 1994.
Par ailleurs, le 8 juin 1994, à la suite d'un article paru dans L'Idiot international du 9 avril 1993, Jean-Edern Hallier est condamné, par la première chambre civile du tribunal de grande instance de Paris, à verser un total de cent mille francs de dommages et intérêts à Josyane Savigneau, pour injure, diffamation et atteinte à l'intimité de la vie privée, ainsi que cinquante mille francs à Monique Nemer, directrice littéraire aux éditions Stock.

## La controverse «Vers un front national»
En mai 1993, Jean-Paul Cruse (né le 21 avril 1948) — ancien membre de la Gauche prolétarienne, militant du Collectif communiste des travailleurs des médias (cellule Ramón-Mercader) à l'existence remise en doute et délégué SNJ-CGT (Syndicat national des journalistes CGT) de Libération, dont il est l'un des fondateurs — signe l'appel « Vers un front national » publié en première page de L'Idiot international. Cet appel, prenant acte de la « destruction précipitée de la vieille gauche », propose « une politique autoritaire de redressement du pays » rassemblant « les gens de l’esprit contre les gens des choses, la civilisation contre la marchandise — et la grandeur des nations contre la balkanisation du monde […] sous les ordres de Wall Street, du sionisme international, de la Bourse de Francfort et des nains de Tokyo » et appelle, pour « forger une nouvelle alliance », à la constitution d'un « front » regroupant « Pasqua, Chevènement, les communistes et les ultra-nationalistes », un nouveau front pour « un violent sursaut de nationalisme, industriel et culturel ». 
Une polémique naît alors sur l'existence supposée de convergences « rouges-bruns » (National-bolchevisme). À la suite de l'enquête de la journaliste Mariette Besnard et du romancier Didier Daeninckx, proche des milieux d'extrême gauche, dénonçant, entre autres, L'Idiot comme un « laboratoire national-communiste » (juin 1993), Le Canard enchaîné révèle dans la collusion l'existence de liens unissant les communistes et l'extrême droite (idée dans l'air du temps, car utilisée, peu de temps auparavant, par les services de Boris Eltsine contre les communistes russes), juste après la dislocation de l'URSS notamment à travers la collaboration à certains journaux comme L'Idiot international et Le Choc du mois,. Le journaliste François Bonnet, dans Libération, pointe alors du doigt les « compagnons de route de la galaxie nationale-bolchevik », considère que « le communisme est vraiment pourri puisqu’il n’hésite pas à s’allier au fascisme » et en vient à affirmer « qu’extrême gauche et extrême droite, c’est pareil».
Ces accusations sont ensuite relayées par deux journalistes du Monde, Edwy Plenel et Olivier Biffaud : « À l'abri de la réputation d'écrivain maudit qu'il s'est plu à construire, Jean-Edern Hallier fut donc bien l'alibi principal et l'acteur premier de ce théâtre d'ombres où se croisent, depuis plusieurs années, apprentis sorciers communistes et théoriciens néo-fascistes d'une « troisième voie (politique) » entre communisme et capitalisme. Toute la collection de l'Idiot international en témoigne. » Pour ces accusateurs, Alain de Benoist aurait été le principal artisan de ces « croisements », ayant essentiellement L'Idiot pour lieu.
A contrario, le chercheur Pierre-André Taguieff a largement relativisé ces « révélations » et ces allégations : « Regardons de plus près les acteurs du prétendu “flirt” (…). Parmi les accusés, côté “rouges”, on rencontre essentiellement le journaliste Jean-Paul Cruse de Libération, syndicaliste CGT, auteur d'un article au titre provocateur (“Vers un Front national”, L'Idiot international, mai 1993), et identifié comme étant « proche » du Parti communiste français ; et Marc Cohen, alors rédacteur en chef de L'Idiot international, et qui, pour sa part, est membre du PCF. Cruse et Cohen n'animent aucun mouvement politique et ne représentent qu'eux-mêmes : il s'agit de marginaux ou d'“originaux” de la mouvance communiste. Quant aux “bruns” (…), ils s'incarnent en la seule personne d'Alain de Benoist (parfois accompagné du lepéniste Alain Sanders [...] Après les personnages, considérons les faits de “rencontre” ou d'“alliance”. La prétendue menace “national-communiste” en France est, aux yeux des enquêteurs pressés (ou intéressés), confirmée par trois faits, dont on ne saurait surestimer l'insignifiance [...] Fondé sur des “faits” aussi peu décisifs, auxquels leur marginalité ôtait toute valeur d'exemplarité, le thèmes des “liaisons dangereuses” entre “rouges” et “bruns”, ou celui — vieux cliché à peine rajeuni — de la convergence ou de l'alliance des “extrêmes”, ce thème n'en est pas moins devenu un poncif journalistique en 1993. »).
Alain de Benoist rappelle que cette collaboration fut essentiellement liée à l'amitié qui le liait à Jean-Edern Hallier et à une conjoncture particulière au sein du Parti communiste français lors de la succession de Georges Marchais avec une fraction menée par Pierre Zarka favorable à un « parti plus radical ». Ces ouvertures cesseront immédiatement avec Robert Hue et Jean-Edern Hallier congédia Marc Cohen. Benoist qualifie l'ensemble de l'affaire de « picrocholine ».

## Les auteurs
Arrabal, Jacques Bacelon, Olivier Bailly, Frédéric Beigbeder, Alain de Benoist, Frédéric Berthet, Patrick Besson, Gilbert Castro, Jean Cau, Patrick Chassé, Marc Cohen, Jean Paul Cruse, Laurent Dandrieu, Charles Dantzig, Patrick Delaunay, Michel Déon, Jean-Paul Dollé, Jean-Baptiste Drouet, Benoît Duteurtre, Jean Dutourd, Charles Ficat, Bruno Guigue, Jean-Edern Hallier, Laurent Hallier, Michel Houellebecq, François-Bernard Huyghe, Christian Laborde, Dominique Lacout, Jacques Laurent, Philippe Lecardonnel, Bertrand Leclair, Édouard Limonov, Gilles Martin-Chauffier, Alice Massat, Gabriel Matzneff, Philippe Muray, Gilbert Mury, Marc-Édouard Nabe, François de Negroni, Dominique Noguez, Philippe Palat, Anthony Palou, Alain Paucard, Jean-Pierre Péroncel-Hugoz, Laurent Rochut, Philippe de Saint-Robert, Alain Sanders, Roch Saüquere, Renaud Séchan, Thierry Séchan, Philippe Sollers, Alain Soral, Morgan Sportès, Frédéric Taddeï, Jacques Vergès y ont participé. 
L'équipe des dessinateurs était dirigée par Gébé (qui signa également quelques textes). Elle comprenait notamment, Vuillemin, Tignous, Placid, Philippe Bertrand, Pascal, Loup, Lefred-Thouron, Carali, Konk, Captain Cavern. 
L'ancien magistrat Jacques Bidalou, que Nabe appelait « le juge maudit », est le seul collaborateur présent à l'Idiot de la relance de 1989 au dernier numéro de mars 1994. Au fil des années, il apparaît dans l'ours comme membre du service enquête, puis comme responsable du service « justice », enfin comme « conseiller de la direction ». Par ailleurs, Bidalou était le conseiller juridique de Jean-Edern Hallier. C'est lui qui, en 1993, récusa le tribunal lors de la mise en vente avortée, à l'initiative de Bernard Tapie, de l'appartement d'Hallier (L'Idiot international en fera sa une dans un numéro spécial 89, le 1er mai 1993 intitulé : « Jean Edern : On veut ma peau »).

## Publication
- Frédéric Hallier et Denis Gombert, L'Idiot international : une anthologie, Paris, Albin Michel, coll. « Histoire – essais », 1er avril 2005, 226 p., 26 cm (ISBN 2-226-15199-0, BNF 39944668)

### Documentaire
- Bertrand Delais et Nils Andersen, "L'Idiot international", un journal politiquement incorrect, reportage diffusé le 22 janvier 2017 sur France 5 ; « en ligne », sur film-documentaire.fr (consulté le 5 décembre 2023)